# Пахомов, Николай Иванович
Никола́й Ива́нович Пахо́мов (1890, Таганрог, Российская империя — 19 августа 1938, Москва, СССР) — народный комиссар водного транспорта СССР с 1934 года по 1938 год.

## Биография
Николай Иванович Пахомов родился в Таганроге в семье портового грузчика. После окончания начальной школы работал подмастерьем маляра и столяра в самодельных мастерских Таганрога. С 1910 по 1917 год в разное время работал на Таганрогском металлургическом заводе, заводе Николаево-Мариупольского акционерного общества, заводе сельскохозяйственных орудий братьев Нейфельд и на заводе сельскохозяйственных машин Барского в Таврической губернии.
До июня 1917 года Пахомов состоял в меньшевистском крыле РСДРП. Активно участвовал в революционных событиях 1917 года в Мелитополе, и 20 декабря 1917 года был избран председателем мелитопольского Совета рабочих и солдатских депутатов. В 1918—1921 Пахомов служил в РККА. С 1919 года был начальником политотдела 58-й дивизии 12-й армии. С июля 1923 по июль 1926 года Николай Иванович занимал должность председателя Брянского губисполкома. В 1926—1928 годах — заместитель Секретаря ЦИК СССР. С 1928 — председатель губисполкома (с 1930 крайисполкома) в Горьком. С 1934 по 1938 год — Народный комиссар водного транспорта СССР.
В 1934 году Николай Иванович сменил Николая Янсона на посту наркома водного транспорта СССР. Возглавляя этот наркомат, Пахомов добился прекращения покупок старых заграничных кораблей для торгового флота и дал старт строительству первых отечественных морских судов. Помимо строительства ледоколов проекта 51: И. Сталин, В. Молотов, А. Микоян и Л. Каганович, при Пахомове был построен канал Москва — Волга. В 1935 году Николай Иванович за работу на этом посту был награждён орденом Ленина и орденом Трудового Красного Знамени.
На 1-й сессии Верховного Совета СССР 1-го созыва деятельность НКВТ и его руководства была подвергнута критике депутатом А. А. Ждановым. 12 апреля 1938 года Пахомов был арестован и по обвинению в шпионской деятельности приговорён к расстрелу. Посмертно реабилитирован в 1955 году.

## Память
Открытый 1 мая 1933 года в городе Горьком первый в СССР арочный мост через реку Оку был назван мостом имени Н. И. Пахомова (ныне — Канавинский мост).